# Káto Lekhónia
Káto Lekhónia är en ort i Grekland.   Den ligger i prefekturen Nomós Magnisías och regionen Thessalien, i den centrala delen av landet, 160 km norr om huvudstaden Aten. Káto Lekhónia ligger 62 meter över havet och antalet invånare är 1 751.
Terrängen runt Káto Lekhónia är varierad. Havet är nära Káto Lekhónia åt sydväst.  Närmaste större samhälle är Volos, 9,5 km nordväst om Káto Lekhónia. 